# Meurtre de Timothy Ferguson
Le meurtre de Timothy Ferguson est une affaire judiciaire américaine, concernant la torture d'un adolescent autiste de quinze ans, par son frère fratricide Paul et sa mère filicide Shanda Margaret Vander Ark, qui l'ont affamé et forcé à prendre un bain glacé à leur domicile de Norton Shores. Sa mort par dénutrition et hypothermie survient le 6 juillet 2022. 
L'enquête et le procès sont marqués par l'ampleur des tortures qu'a subi Timothy Ferguson, menant à la condamnation de sa mère à une peine de prison à perpétuité, et du frère à au moins 30 ans de prison. 

## Chronologie des faits
Timothy a subi des actes de torture par sa mère et son frère,. Privé d'eau et de nourriture durant des mois d'affilée, il est parfois forcé de manger du pain trempé dans de la sauce piquante de marque Elijah's Xtreme Regret, réputée fabriquée avec « deux des piments les plus piquants au monde ». Il est régulièrement « puni » par son frère aîné Paul et sa mère Shanda pour avoir « volé » de la nourriture, cette dernière allant jusqu'à le forcer à vomir ce qu'il a mangé. Il est aussi privé de sommeil. Des cadenas sont placés sur le réfrigérateur et les placards du domicile de sa mère. Son temps d'usage des toilettes est strictement surveillé, il est également puni s'il y reste « trop » longtemps. Enfin, des menottes lui sont parfois posées.
Le jour de sa mort, Timothy Ferguson passe plusieurs heures dans un bain glacé que sa mère et son frère lui ont infligé en guise de punition (ces bains peuvent durer jusqu'à neuf heures d'affilée). Ensuite, Shanda traîne son corps moribond jusqu'à une petite pièce contenant un matelas pour berceau. Plus tard dans la nuit, elle lui ordonne de rester dans un placard et de ne plus bouger, après l'y avoir placé en position fœtale. Il meurt de dénutrition et d'hypothermie dans ce placard durant la nuit du 6 juillet 2022, alors qu'il ne pèse plus que 69 livres (31 kg), pour 1,72 m.
Les policiers chargés de l'enquête ont reçu une aide psychologique en raison de la gravité de ce qu'ils ont vu. Shanda et Paul sont arrêtés et incarcérés à la prison du comté de Muskegon. La mère décrit les derniers instants de son fils comme « pathétiques ».

## Profil de la victime
Timothy a grandi initialement dans l'Oklahoma, et aime jouer avec des briques Lego. Ses parents reçoivent des conseils de suivi pour enfants handicapés lorsqu'il a 18 mois, en raison de sa maigreur. Il faisait partie d'une famille de quatre enfants, comptant trois frères et une sœur. Ses parents ont divorcé, le père obtenant la garde des quatre enfants tandis que Shanda se remarie et part vivre à Norton Shores dans le Michigan en 2014. En mai 2021, alors qu'il termine sa première année de lycée, Timothy est envoyé chez sa mère. Il subit la domination de son frère aîné Paul, qui lui impose des punitions relevant de la torture. Il meurt un an plus tard, après avoir été déscolarisé et isolé.
D'après sa mère, Timothy est diagnostiqué avec autisme à haut niveau de fonctionnement et trouble de déficit de l'attention. Il a également un trouble du langage et un trouble moteur.

## Procès
Cette affaire met en lumière des insuffisances dans la protection de l'enfance aux États-Unis. En effet, la mère de Timothy était légalement limitée à trois heures de garde par mois, sous surveillance, et a fait l'objet de neuf enquête des services de protection de l'enfance.
Le juge du Michigan Matthew R. Kacel souligne la ressemblance entre Timothy et un survivant de l'Holocauste. Le procureur déclare qu'il s'agit de la plus grave affaire de maltraitance qu'il ait jamais vue.

### Jugement de Paul Ferguson
Le 21 décembre 2023, Paul Ferguson est accusé de maltraitance sur mineur au premier degré, et plaide coupable,,. Il dit avoir eu un syndrome de Stockholm envers sa mère et souligne son désir de lui prouver sa valeur en exécutant ses ordres. Lors de son jugement, l'avocat de la défense déclare que ses actes sont le « premier pas pour devenir un psychopathe comme sa mère ». Il est également accusé d'actes de torture.

### Jugement de Shanda Van der Ark
Shanda ne prononce pas un mot durant son procès, et n'exprime aucun remords. Elle est sommée de regarder une photographie du cadavre dénutri de son fils ; elle vomit alors plusieurs fois dans le tribunal, devant la cour,. Sa fille Millie déclare qu'il s'agit de mise en scène, Shanda n'ayant eu aucune réaction lorsqu'elle a affamé et torturé son fils.
L'avocate de l'accusée plaide la négligence, donc l'absence d'intention de tuer son fils. Le juge retient l'intention de tuer après avoir énuméré les tortures imposées à Timothy par sa mère.

## Condamnations
Shanda Margaret Vander Ark est condamnée à la prison à perpétuité, sans possibilité de libération conditionnelle. La peine est de 50 à 100 ans de prison,.
Paul est condamné à une peine de 30 à 100 ans de prison,,,.

## Suites
D'après un article de Medium, cette affaire a « saisi la nation par son horreur absolue », le procès ayant révélé des abus si graves que même les forces de l'ordre et les officiels des tribunaux en ont été choqués. Le sadisme de la meurtrière est particulièrement notable.